# زاگراد
زاگراد (به لاتین: Zagrad) یک منطقهٔ مسکونی در مونته‌نگرو است که در شهرداری نیکشیچ واقع شده‌است. زاگراد ۳۵۷ نفر جمعیت دارد.